# Aksaray (provincie)
Provincie Aksaray je tureckou provincií, nachází se v centrální části Malé Asie. Rozloha provincie činí 7997 km², v roce 2000 zde žilo 439 453 obyvatel. Hlavním městem provincie je Aksaray.

## Administrativní členění
Provincie se administrativně člení na 7 distriktů:
- Aksaray
- Ağaçören
- Eskil
- Gülağaç
- Güzelyurt
- Ortaköy
- Sarıyahşi